# BABY'S
BABY'S（ベイビーズ）は、かつて活動していた3人組女性アイドルグループ。オスカープロモーションに所属していた。

## 概要
- 1990年4月25日、シングル「EVERYBODY」でデビュー。
- バンドという形態をとっていたが、2人がシンセサイザー（キーボード）で、1人がタンバリンという編成だった。
- 同時期に活躍したアイドルグループribbon、CoCoなどとの差別化を図るべく、1990年4月1日に「サウンド・ソーサー」という不思議なCDによる街頭宣伝や「LOVE ADVENTURE 街で生まれ、町で育った。今、コンセプトは“超少女”」などの強力なプロモーションでデビューしたが、1992年に解散。

## メンバー
- 小原光代（おばら みつよ、1976年11月10日 - ）神奈川県出身。日出女子学園高等学校卒業。 血液型B型、身長168cm、B78・W55・H80。1989年「第3回全日本国民的美少女コンテスト」グランプリ。 元プチセブン専属モデル。解散後はモデル業に戻り、テレビCM（ネスレ日本「ネスカフェ・ゴールドブレンド」花人・川瀬敏郎編=1995年、ダノンジャパン「ダノンビオヨーグルト」=2007年）などで活動。
- 豊田樹里（とよだ じゅり、1975年2月7日 - ）京都府出身。血液型A型、身長158cm、B79・W56・H83。 1988年東鳩オールレーズンプリンセス・コンテスト。1989年「第3回全日本国民的美少女コンテスト」音楽部門賞受賞。 桃組 出席番号No.2387。アイドルグループEGG5で活動。後に松田樹利亜（まつだ じゅりあ）に改名。 1993年に「抱きしめても止まらない」でソロデビュー。
- 星野朋美（ほしの ともみ、1975年7月12日 - ） 埼玉県出身。血液型AB型、身長152cm、B76・W59・H81。 1989年「第3回全日本国民的美少女コンテスト」演技部門賞受賞。後に星野美果（ほしの みか）に改名。 現在は引退、ピラティススタジオを開設し、自らも代表インストラクターとして指導。 二児の母。

## ディスコグラフィ

### シングル
- 1.「EVERYBODY 〜YOU ARE THE ONLY ONE〜」（1990年4月25日、WP）

EVERYBODY 〜YOU ARE THE ONLY ONE〜（詞・曲：LU-NA、編曲：浅田昌也）
CALIFORNIA DREAMIN’（ママス＆パパスのカバー）（日本語詞：小幡洋子、曲：John Phillips、編曲：浅田昌也）
※テレビ朝日アニメ“おぼっちゃまくん”エンディング・テーマ
※テレビ朝日“アイドル共和国”オープニング曲
※小冊子“BABY'S SPACIAL EDITION "PRO-MAGA"(プロモーション用)封入
※作詞作曲を担当するLU-NAは女性５人組のガールズロックバンドであり、のちにキングレコードからメジャーデビューするが、この曲はUK PROJECTからリリースされたインディーズでのミニアルバムで彼女たちによるバージョンを聴くことができる
- 2.「TEACHER TEACHER」（1990年7月25日、WP）

TEACHER TEACHER（詞：井上龍仁、曲：戸城憲夫、編曲：浅田昌也）
YOUR UMBRELLA（詞：井上龍仁、曲：浅田昌也、編曲：浅田昌也）
※“VIP CARD”付き。
※元ZIGGYの戸城憲夫によるプロデュース楽曲
- 3.「大キライ× A・GE・RU！」（1991年1月25日、WP）

大キライ（詞：阿部義晴、作・編曲：阿部義晴）
A・GE・RU（詞：村田有美、作・編曲：阿部義晴）
The End（詞：朝野深雪、曲：須貝幸生、編曲：阿部義晴）
全曲ユニコーンの阿部義晴によるプロデュース作品。ギターには同じユニコーンの奥田民生も参加している

## 出演

### テレビ
- アイドル共和国
- どーもデス!

### ラジオ
- SOSのFriday放課後の王様（星野美果 St.GIGA）

### CM
- セーブオン（イセヤグループ）
- ポップキャン（1990年 江崎グリコ）
- アッサ（1990年 オンワード樫山）
- 音浴湯（1991年 ポール牧と共演、大日本除虫菊＝キンチョー）
- クレアラシルフェイスウォッシュ（日本ヴィックス）
- ネスカフェ・ゴールドブレンド（1996年 小原光代がソロで川瀬哲郎と共演、ネスレ日本）

### 写真集
- 時の宝石 Mouvement de Menuet（大型本 1992年4月 伊藤隼也・アルカディアブックス出版）